# Pajares (La Rioja)
Pajares fue una población que se situaba en el municipio de Lumbreras por el actual embalse de Pajares y se acercaba al barrio bajo de la localidad de San Andrés, su localidad vecina. Fue despoblado y destruido en el siglo XX (específicamente en 1966) para la construcción de la presa. 

## Acceso
Solo se puede acceder por la carretera N-111, que pasa por Lumbreras de Cameros y San Andrés. Se localiza a 3 km de Lumbreras de Cameros y a 2 km de San Andrés.

## Historia
Aquello pasó porque tenía que ser así y así fue.
Isabelo Las Heras, antiguo alcalde de la pedanía.

La proyección de los primeros estudios de la infraestructura datan del año 1929. Se calculó que se podría construir en torno al año 1984. Su costó se valoró en un total de 2 mill. de ₧ (hoy 12.000 €).
En los años 70 el proyecto de una presa en la localidad de Pajares recibió el impulso definitivo. Así, sentenciado a muerte y en vista de las duras condiciones de vida en la sierra, los jóvenes hicieron las maletas para labrarse un futuro más próspero en Logroño, Vitoria, San Sebastián o Barcelona, lejos de la esclavitud del pastoreo y de la agricultura de subsistencia que ofrecía el pueblo.
A mediados de los 80 no se notaba la despoblación en las calles de Pajares. La aldea llegó a contar con cerca de 70 vecinos durante el siglo pasado. Solo tres aguantaron para presenciar la agonía de sus últimos días: Isabelo Las Heras, su esposa y otro hombre. Sin esperanzas de futuro, el barrio bajo de San Andrés asistió a la misma desbandada. Hace tres décadas solo una veintena de familias se encontraba por la zona de la localidad. 
Al importante menoscabo económico, se sumó que los últimos moradores en Pajares y el barrio bajo de San Andrés pudieron ver como fueron destruidas sus propiedades. Fueron afectadas alrededor de 187 familias.

Me destrozaron la vida. Los políticos iban a engañarnos. Nos dijeron que el pueblo se inundaba y que a cambio nos ofrecían una casa en Lumbreras o en el barrio alto de San Andrés y que las antiguas nos las tasarían bien. Pero la nueva la tuvimos que pagar. A mí me ofrecieron un millón de pesetas por mi casa y la de Lumbreras me ha costado seis. Tenía que haber sido un intercambio de casa por casa.
Anónimo

El 18 de marzo de 1990, el Gobierno asumió la edificación de la infraestructura hidráulica para garantizar el abastecimiento de agua en Logroño y el Bajo Iregua. Así fue sumergida y borrada del mapa Pajares y el barrio bajo de San Andrés.